# Eupithecia quakerata
Eupithecia quakerata là một loài bướm đêm trong họ Geometridae.